# Alcudia de Monteagud
Alcudia de Monteagud község Spanyolországban, Almería tartományban. Lakosainak száma 128 fő (2024).

## Földrajza
Alcudia de Monteagud Benitagla, Chercos, Cóbdar, Tahal, Líjar és Benizalón községekkel határos.

## Népesség
A település lakosságának változását az alábbi diagram mutatja:
| Lakosok száma | 193  | 166  | 142  | 141  | 161  | 140  | 158  | 152  | 129  | 128  |
|               | 2001 | 2004 | 2006 | 2009 | 2011 | 2014 | 2016 | 2019 | 2021 | 2024 |